# Charidotis gemellata
Charidotis gemellata es un coleóptero de la familia Chrysomelidae.
Fue descrita científicamente en 1855 por Boheman.